# Aleucanitis herzi
Aleucanitis herzi är en fjärilsart som beskrevs av Alphéraky 1895. Aleucanitis herzi ingår i släktet Aleucanitis och familjen nattflyn. Inga underarter finns listade i Catalogue of Life.